# Daventry
Daventry (IPA /ˈdævəntri/  /ˈdeɪntɹɪ/) – miasto i civil parish w Wielkiej Brytanii, w Anglii w hrabstwie Northamptonshire, w dystrykcie (unitary authority) West Northamptonshire. Miasto położone jest 124 km na północny zachód od Londynu, 22 km na zachód od Northampton oraz 16 km na południowy wschód od Rugby. W pobliżu znajduje się autostrada M1. W 2011 roku civil parish liczyła 25 026 mieszkańców.

## Historia
Na pobliskim Borough Hill znaleziono dowody kultury materialnej z epoki żelaza i jedno z największych grodzisk w Wielkiej Brytanii, pochodzące sprzed 5000 lat. Dowodem na osadnictwo rzymskie są pozostałości rzymskiej willi. Osadnictwo nabrało rozmachu dopiero w średniowieczu, w roku 1255 wybudowano tu opactwo. W tym samym czasie miasto uzyskało prawa do targu. Miasto jest wymienione w Henryku VI Williama Szekspira. Podczas angielskiej wojny domowej Karol I przebywał w Daventry w roku 1645 po szturmowaniu garnizonu sił parlamentu w Leicester. Daventry zostało wspomniane w Domesday Book (1086) jako Daventrei.

## Gospodarka
W Daventry znajdują się fabryki obuwia i łożysk tocznych, a także (od 1968 roku) ogólnokrajowe centrum dystrybucyjne części zamiennych koncernu motoryzacyjnego Ford Motor Company (Ford of Britain).